# Vaudoncourt
|  | Per a altres significats, vegeu «Vaudoncourt (Vosges)». |

|  | No s'ha de confondre amb Vaudancourt o Vandoncourt. |

Vaudoncourt és un municipi francès al departament del Mosa (regió de Gran Est). L'any 2007 tenia 62 habitants.

## Demografia

### Població
El 2007 la població de fet de Vaudoncourt era de 62 persones. Hi havia 28 famílies, de les quals 4 eren unipersonals (4 homes vivint sols), 12 parelles sense fills, 8 parelles amb fills i 4 famílies monoparentals amb fills.
La població ha evolucionat segons el següent gràfic:

### Habitatges
El 2007 hi havia 35 habitatges, 28 eren l'habitatge principal de la família, 3 eren segones residències i 4 estaven desocupats. 34 eren cases i 1 era un apartament. Dels 28 habitatges principals, 21 estaven ocupats pels seus propietaris i 7 estaven llogats i ocupats pels llogaters; 1 tenia dues cambres, 4 en tenien tres, 5 en tenien quatre i 18 en tenien cinc o més. 25 habitatges disposaven pel capbaix d'una plaça de pàrquing. A 16 habitatges hi havia un automòbil i a 12 n'hi havia dos o més.

### Piràmide de població
La piràmide de població per edats i sexe el 2009 era:
| Homes | Edats   | Dones |
| ----- | ------- | ----- |
| 0     | 95 o +  | 0     |
| 0     | 90 a 94 | 0     |
| 4     | 85 a 89 | 0     |
| 0     | 80 a 84 | 0     |
| 4     | 75 a 79 | 4     |
| 0     | 70 a 74 | 0     |
| 4     | 65 a 69 | 4     |
| 4     | 60 a 64 | 0     |
| 0     | 55 a 59 | 0     |
| 4     | 50 a 54 | 0     |
| 4     | 45 a 49 | 4     |
| 0     | 40 a 44 | 0     |
| 4     | 35 a 39 | 4     |
| 4     | 30 a 34 | 0     |
| 0     | 25 a 29 | 4     |
| 0     | 20 a 24 | 0     |
| 0     | 15 a 19 | 4     |
| 4     | 10 a 14 | 4     |
| 4     | 5 a 9   | 8     |
| 4     | 0 a 4   | 0     |

## Economia
El 2007 la població en edat de treballar era de 42 persones, 26 eren actives i 16 eren inactives. De les 26 persones actives 21 estaven ocupades (15 homes i 6 dones) i 5 estaven aturades (1 home i 4 dones). De les 16 persones inactives 6 estaven jubilades, 4 estaven estudiant i 6 estaven classificades com a «altres inactius».
Activitats econòmiques
Dels 2 establiments que hi havia el 2007, 1 era d'una empresa extractiva i 1 d'una empresa de construcció.
Dels 2 establiments de servei als particulars que hi havia el 2009, 1 era un paleta i 1 guixaire pintor.

## Poblacions properes
El següent diagrama mostra les poblacions més properes.